# Wartburg 312
Der Wartburg 312 war ein Pkw des Automobilwerks Eisenach, der von 1965 bis 1967 hergestellt wurde. Der Wartburg war ein Zwischentyp beim Übergang zum neuen Baumuster Wartburg 353. Als Oldtimer ist der Typ 312 beliebt, da er die klassische Karosserie des Wartburg 311 mit dem schraubengefederten, wartungsfreien Fahrwerk des Nachfolgertyps 353 verbindet.

## Geschichte

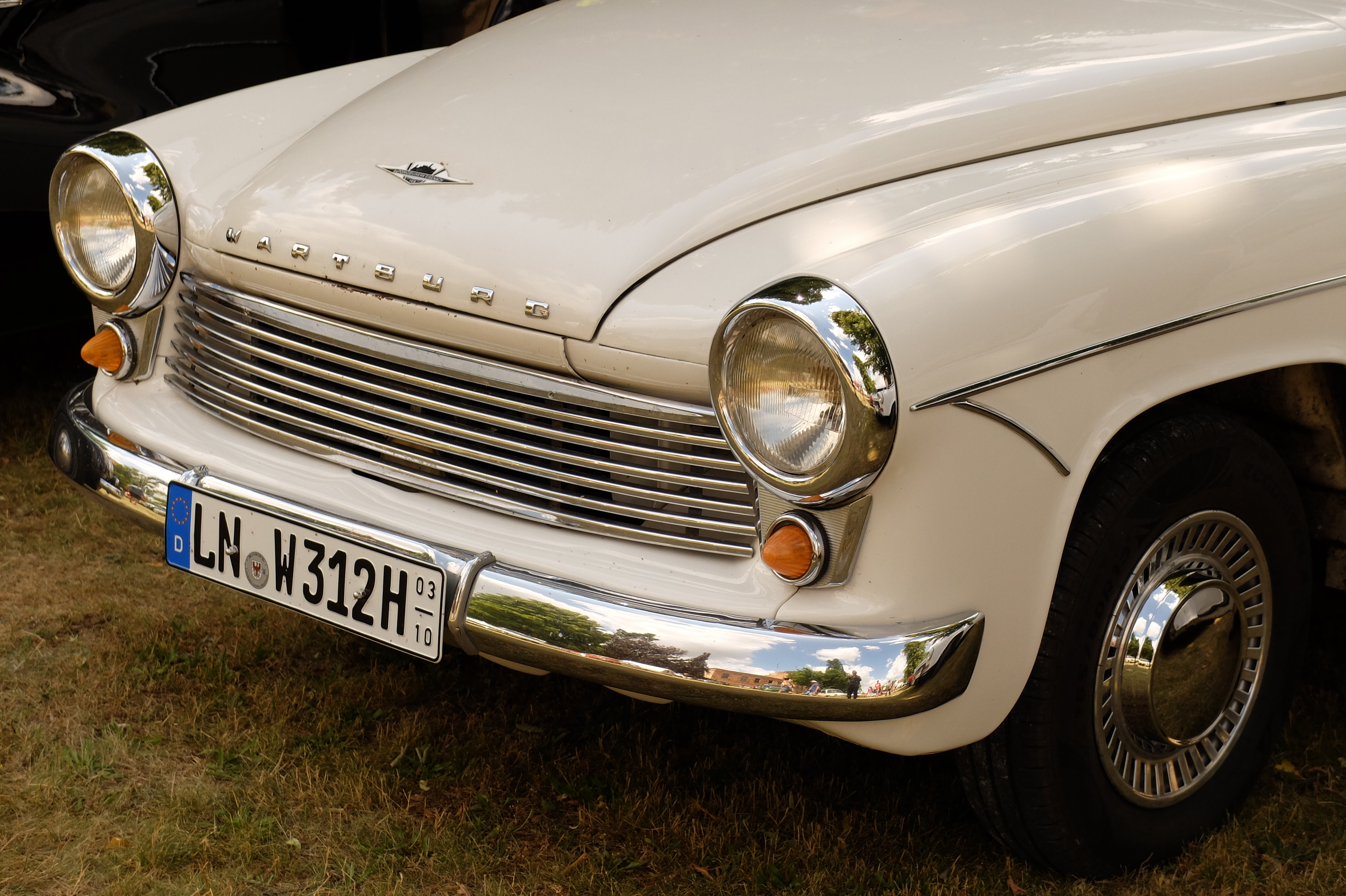
Wartburg 312 Limousine mit der 1966 teilweise verwendeten Frontpartie

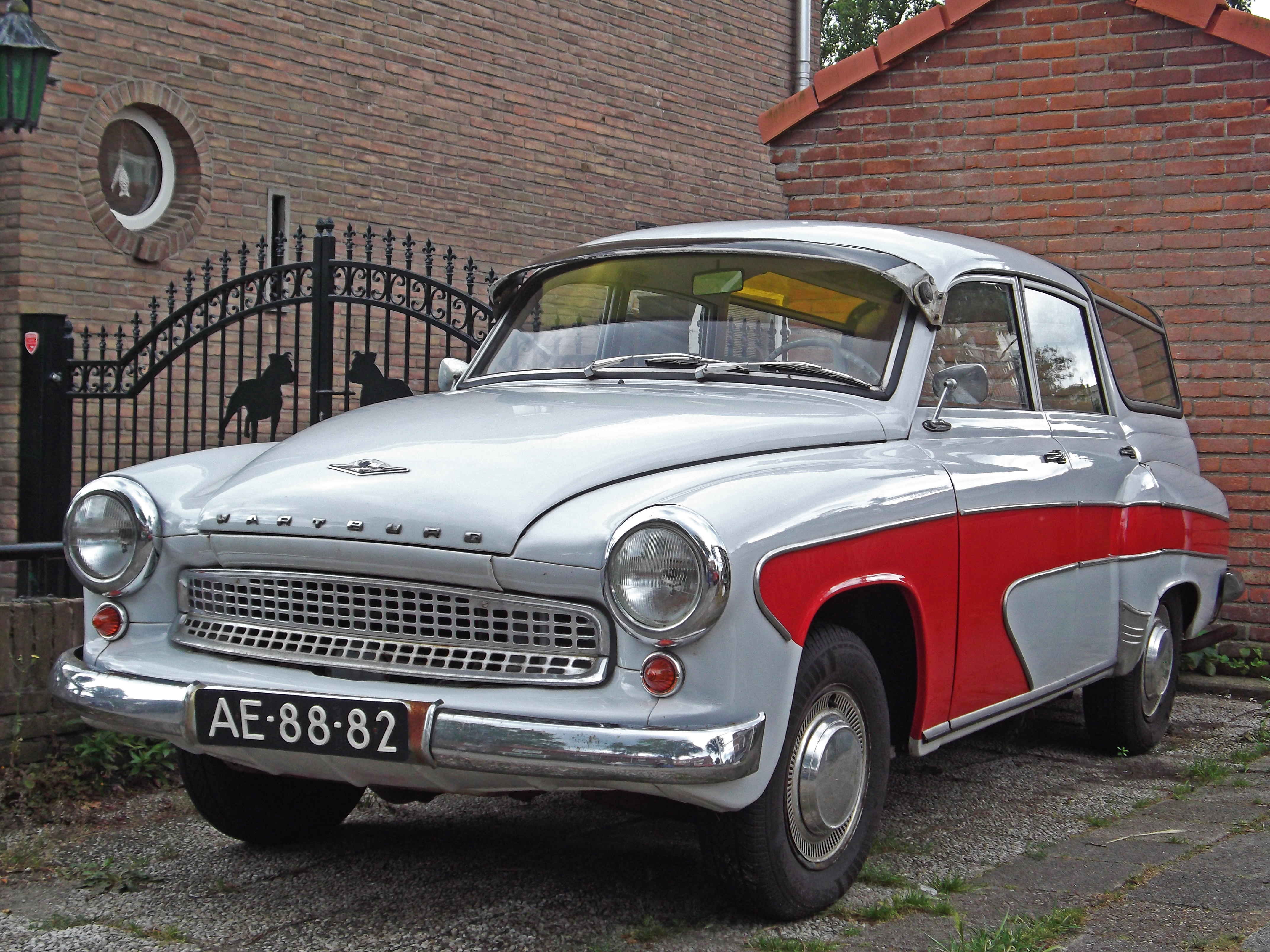
Wartburg 312/5 (Camping-Limousine)

Das Fahrwerk des Typs 311 basierte auf einer Vorkriegskonstruktion. Weder die harten Blattfedern noch die zahlreichen Schmiernippel und andere Pflegepunkte waren in den 1960er Jahren noch zeitgemäß. Auch die Rahmenbauweise war unüblich geworden. Der Übergang auf eine selbsttragende Karosserie war wegen der 1963 festgelegten Planvorgaben nicht möglich. Im Juni 1964 wurde dem Werk das hohe Gütezeichen S entzogen, weil es infolge verschlissener Werkzeuge zu Qualitätseinbußen gekommen war. Das ließ die Politik etwas beweglicher werden; die Neuentwicklung des Baumusters Typ 353 wurde bewilligt. Zügig wurden die genehmigten Entwicklungsarbeiten angegangen. Weil die laufende Fertigung schon bis dahin der Nachfrage an Fahrzeugen nicht ansatzweise hinterherkam, wurde die Produktion bei der Typumstellung nicht gestoppt. Der fließende Übergang der Fertigung erzwang es jedoch, den neuen Typ 353 schrittweise zu verwirklichen. Daher entstand zunächst der „Zwischentyp“ 312. Die Fachpresse reagierte irritiert über das unveränderte Äußere und äußerte sich besorgt, dass die neue Karosserie erst Jahre später oder inkonsequent käme, so wie es schon beim Trabant geschehen war. 1966 erschien dann aber noch die weitgehend neue Karosserie des Wartburg 353 für die Limousine; der Kombi (2-türig) aus dem VEB Karosseriewerke Halle und die Camping-Limousine (4-türiger Kombi) aus dem VEB Karosseriewerk Dresden blieben noch bis 1967 im Programm.
Nicht nur die langen Wartezeiten auf Neuwagen, sondern auch die reparaturfreundliche Rahmenbauweise führten dazu, dass Wartburg 311 und 312 selbst 1989 noch zahlenmäßig stark im Straßenbild der DDR vertreten waren. Nach der Wende wurden die meisten Fahrzeuge jedoch rasch stillgelegt oder verschrottet.
Für Irritationen sorgt mitunter die Bezeichnung 312 für die bereits 1962 eingeführten 992-cm³-Motoren. Fahrzeuge mit diesem Motor, aber noch altem Fahrwerk, wurden jedoch nicht als Wartburg 312, sondern als Wartburg 311/1000 bezeichnet.
Rein äußerlich unterscheidet sich der 312er kaum vom Vorläufer 311, unter anderem durch die 13-Zoll-Räder. Die Radausschnitte der Karosserie wurden an die kleineren Räder nicht angepasst. 1966 wurde ein Teil der Fahrzeuge kurzzeitig mit veränderter Frontmaske hergestellt, laut Fachpresse betraf das die Exportfahrzeuge.

## Technik
Trotz der beibehaltenen relativ schweren Rahmenbauweise hatte der Typ 312 ein Fahrwerk, das auch verglichen mit damaligen westlichen Pkw als fortschrittlich zu bezeichnen ist: Die noch aus DKW-Zeiten stammende Schwebeachse wurde aufgegeben. Stattdessen gab es nun Einzelradaufhängung und Schraubenfedern mit innenliegenden Teleskopstoßdämpfern, vorn an Doppelquerlenkern, hinten an schräg angestellten Schwingen („Schräglenkerachse“, in der DDR teilweise als „Schrägpendelachse“ bezeichnet) mit Querstabilisator und neue Tripode-Doppelgelenkwellen. Silentbuchsen, doppelgeschmierte Kugelgelenke an den Querlenkern und die neue Schubstangen-Zahnstangenlenkung ermöglichten die angestrebte Wartungsfreiheit des Fahrwerks über 50.000 km. Die wesentlich vergrößerten Federwege verbesserten den Komfort erheblich, jedoch ergab sich daraus trotz Drehstab-Stabilisator eine größere Seitenneigung bei Kurvenfahrt als bisher. Neu waren ferner der Zylinderkopf sowie das hermetisch abgeschlossene, plombierte Kühlsystem. Die Innenraumgestaltung wurde im Detail geändert.
Wegen der Schwierigkeiten bei der Entwicklung eines Rotationskolbenmotors musste weiterhin auf den Zweitaktmotor zurückgegriffen werden. Um die lästige Abgasfahne zu vermeiden, wurden ein neuer Vergaser sowie eine automatische Frischöldosierung entwickelt. Beides kam jedoch nicht zum Einsatz. Immerhin konnte eine zuverlässigere Zündanlage mit eigengelagertem Unterbrechernocken realisiert werden wie auch eine neue dreiteilige Auspuffanlage. Diese verringerte zwar das Auspuffgeräusch, bewirkte aber auch, dass das maximale Drehmoment erst bei 3000 statt bisher 2250/min anlag. Die Lenkung einschließlich Lenkrad wurde neu konstruiert.
Der Kühler verblieb hinter dem Motor auf dem Rahmen, wo er Frischluft durch ein kräftiges Gebläse erhielt, das den typischen Klang eines Wartburgs prägte. Diese Bauweise wurde erst 1985 geändert.
Im Jahr 1973 wurde für alle Wartburg 312 rückwirkend die Betankung mit Gemisch 1:50 freigegeben.

## Modellpalette

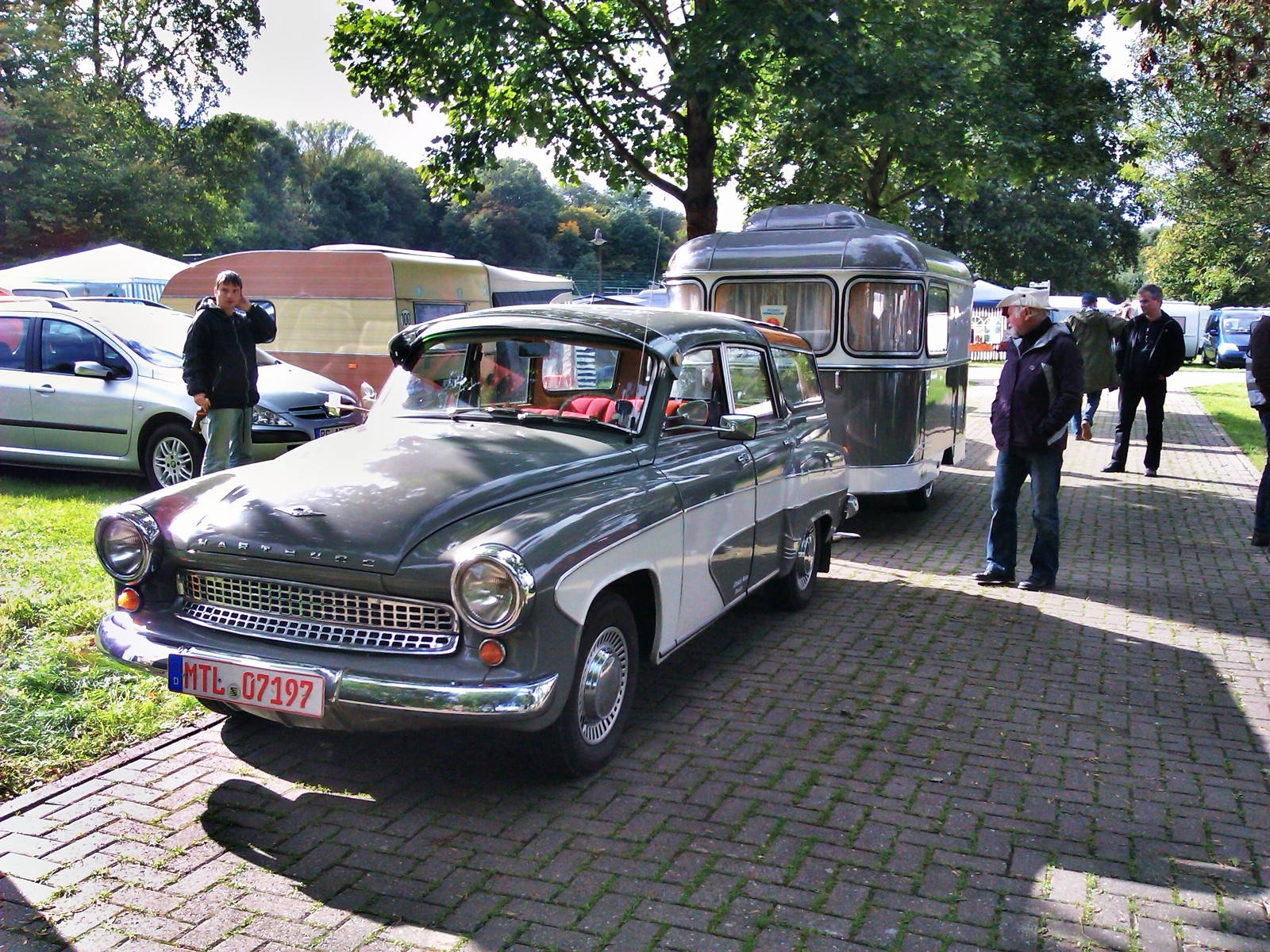
Wartburg 312/5 (Camping-Limousine) mit Nagetusch-Wohnwagen

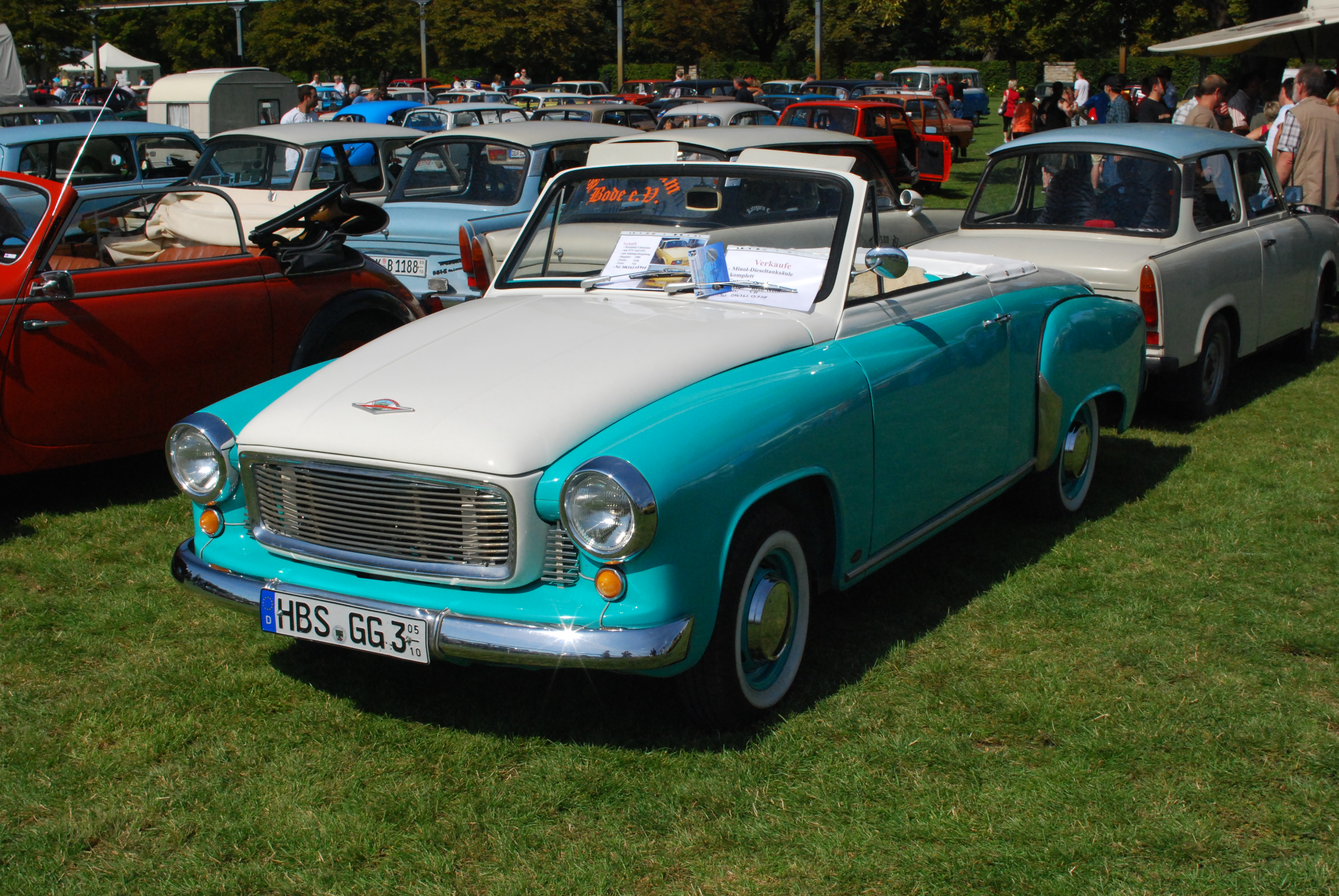
Wartburg 312-300 HT

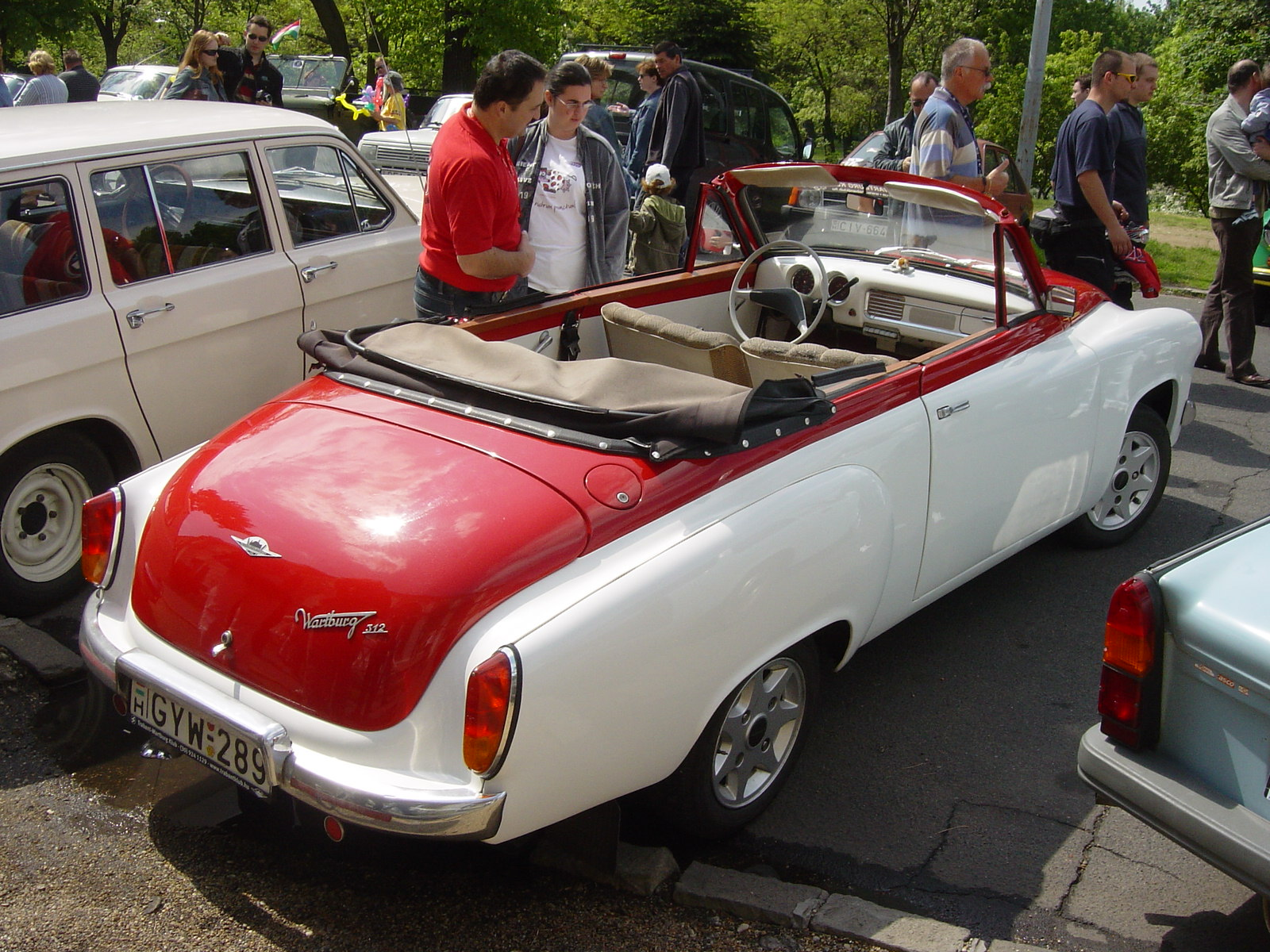
312-300 HT, Heckansicht

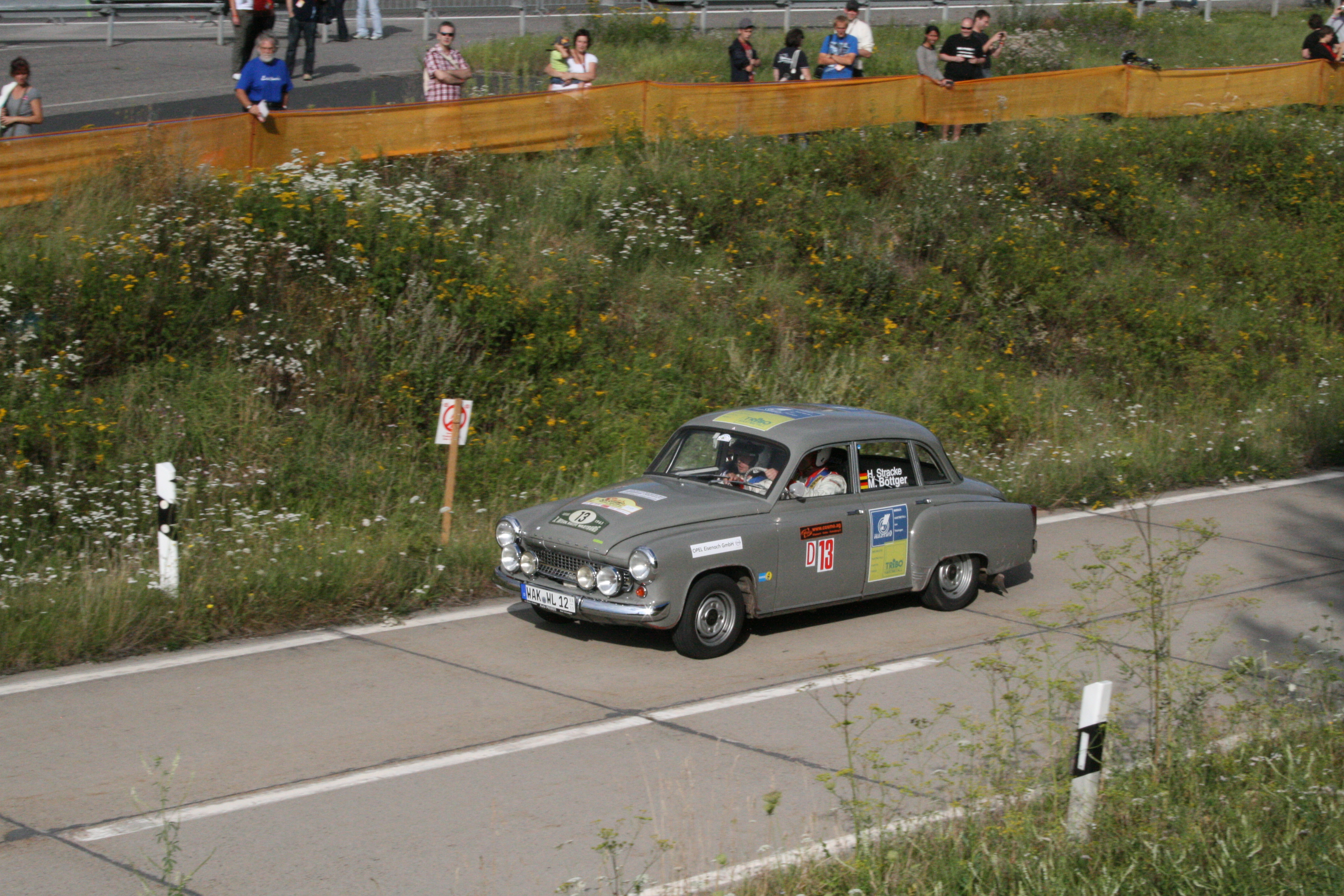
Wartburg 312 Rallye

Die Vielfalt produzierter Karosserien wurde wie beim Typ 311 weitgehend beibehalten. Allerdings veränderten sich die Anteile an der Gesamtfertigung erheblich. Dominierte bisher die Standardlimousine, wurde der Anteil von Luxuslimousine und Camping nun erheblich größer. Außerdem im Programm waren Kombi, Pick-up, Limousine mit Stahlschiebedach und das 312-300 Hardtopcoupé (HT). Insgesamt wurden vom Baumuster 312 35.868 Fahrzeuge hergestellt. Der Neupreis der Standard-Limousine betrug 1965 15.970 MDN/4860 DM

## Wartburg 312-300 Hardtopcoupé (HT)
Ein Coupé zählte nicht mehr zum Sortiment. Stattdessen wurde im Karosseriewerk Dresden nun neben der Camping-Limousine ein Cabriolet hergestellt, das offiziell als Hardtopcoupé bezeichnet wurde. Der Wagen sollte die Lücke auffüllen, die der bis 1964 produzierte Škoda Felicia hinterlassen hatte. Der 2+2-sitzige Roadster wurde serienmäßig mit Hardtop und gegen Aufpreis zusätzlich mit einem Faltverdeck geliefert. Front- und Heckpartie der Karosserie wurden überarbeitet. Hardtop und Frontschürze waren die ersten in der DDR aus GFK hergestellten Karosserieteile, produziert von der Sächsischen Glasfaserindustrie Wagner & Co KG in Sebnitz. Die Motorhaube wurde aus Duroplast gefertigt. Die Sitze und Innenverkleidung waren mit Kunstleder bespannt. Der später als Hardtopcoupé (HT) 312-300 bezeichnete Typ wurde anfangs noch mit dem alten 311er-Fahrwerk gebaut, weshalb man hier streng genommen von einem anderen Typ 311-300 HT sprechen müsste. Diesen gab es offiziell jedoch nie, bereits das Messefahrzeug 1965 war ein Typ 312. Infolge der Umstellung auf den Typ 353 wurde die Produktion bereits nach einem Jahr und 541 Fahrzeugen wieder gestoppt – es blieb das letzte Wartburg-Cabrio.
In der Beurteilung durch die Fachpresse (KFT) wurde die Konzeption des Hardtopcoupés kritisiert. Zwar wurde das neue Fahrwerk von der Bereifung abgesehen gelobt. Das Konzept des Fahrzeugs und insbesondere dessen Gestaltung stieß hingegen auf Ablehnung und wurde als gewollt und nicht gekonnt und teures Experiment eingeschätzt. Ferner wurden erhebliche Mängel der Verarbeitungsqualität und eine geringere Höchstgeschwindigkeit (etwa 115 km/h) als bei der 311er Limousine festgestellt, die sich teilweise auf einen größeren cw-Wert der Karosserie, teils auf die  Auspuffanlage des Typs 312 zurückführen ließ. Schließlich wurde der hohe Kraftstoffverbrauch von durchschnittlich 10,5 l/100 km kritisiert.

## Technische Daten
| Typ                                                              | Wartburg 312 |
| ---------------------------------------------------------------- | --- |
| Motor:                                                           | Dreizylinder-Zweitaktmotor mit Umkehrspülung                                                                      |
| Hubraum:                                                         | 992 cm³ |
| Bohrung:                                                         | 73,5 mm |
| Hub:                                                             | 78 mm |
| Verdichtung:                                                     | 1 : 7,6 |
| Leistung:                                                        | 45 PS (33,1 kW) bei 4250/min                                                                                      |
| max. Drehmoment:                                                 | 9,5 kpm (93,2 Nm) bei 2750/min                                                                                    |
| Steuerzeiten: – Einlass öffnet – Spülung öffnet – Auslass öffnet | 57° vor OT 54° 50' vor UT 75° 10' vor UT                                                                          |
| Kraftstoff-Oktanzahl:                                            | 2-Takt-Gemisch VK 79                                                                                              |
| zu verwendendes Öl:                                              | Hyzet-Öl |
| Schmierung:                                                      | Frischöl-Mischungsschmierung                                                                                      |
| Mischungsverhältnis:                                             | 1 : 33 (ab 1973 rückwirkend 1 : 50)                                                                               |
| Form des Verbrennungsraumes                                      | zylindrisch mit konzentrischer Wirbelkante                                                                        |
| Höchstgeschwindigkeit:                                           | 122 km/h 105 km/h (Kombi)                                                                                         |
| durchschnittlicher Verbrauch:                                    | 10 l/100 km 10,5 l/100 km (Kombi)                                                                                 |
| Gemischbildung:                                                  | Vergaser BVF 36-F1                                                                                                |
| Getriebe:                                                        | Viergang-Zahnrad-Getriebeblock, teilsynchronisiert (2., 3. und 4. Gang)                                           |
| Freilauf:                                                        | in allen Vorwärtsgängen manuell sperrbar, automatische Sperre im Rückwärtsgang                                    |
| Kupplung:                                                        | Einscheibentrockenkupplung mit sechs Druckfedern, vollständig gekapselt                                           |
| Vorderachse:                                                     | Doppelquerlenker, Schraubenfedern                                                                                 |
| Hinterachse:                                                     | Schräglenker, Querstabilisator, Schraubenfedern                                                                   |
| Antrieb:                                                         | Tripode-Doppelgelenkwellen                                                                                        |
| Fahrwerkschmierung:                                              | wartungsfrei |
| Bremsen:                                                         | hydraulische Innenbackenbremse; vorn Duplex-, hinten Simplex-Gleitbackenbremsen                                   |
| Akkumulator:                                                     | 6 V, 84 Ah |
| Zündanlage:                                                      | je Zylinder ein Zündunterbrecher und eine Zündspule                                                               |
| Abmessungen (L/B/H):                                             | 4300/1590/1520 mm (Limousine) 4350/1570/1500 mm (Kombi) 4210/1570/1450 mm (Camping) 4370/1570/1440 mm (Cabriolet) |
| Leer-/ zul. Gesamtmasse:                                         | 0935/1305 kg (Limousine) 1050/1445 kg (Kombi) 0905/1325 kg (Cabriolet)                                            |